# Brittiskt långhår
Brittiskt långhår är en kattras som uppstått ur den mer vanliga rasen brittiskt korthår. Brittiskt långhår är i Sverige godkänd inom WCF (det andra största kattförbundet i Sverige) och sedan 2017 även inom SVERAK (Fife). 
Precis som sin syskonras är brittiskt långhår en rund, satt och cobby ("knubbig") katt med ett lugnt och milt temperament. Det som skiljer de båda raserna åt är hårlaget. Brittiskt långhår är, som namnet antyder, långhårig.

## Ursprung och historia
Brittiskt långhår har uppkommit ur brittiskt korthår då uppfödare efter andra världskriget räddade rasen från utrotning genom att para in perser för att bredda genbasen och för att förbättra kattens "typ" (utseende).  Genom korsningen med perser infördes långhårsanlaget, ett recessivt anlag, vilket har lett till att det då och då uppkommer brittiskt långhår i kullar där båda föräldrarna är korthåriga (men bär på långhårsgenen). För att kattungarna skall kunna bli långhåriga måste båda föräldrarna bära på långhårsgenen, antingen "dolt" som korthår eller genom att de är långhåriga. Två långhår kan inte få korthår. 